# Кравченко Сергій Дмитрович
Сергій Дмитрович Кравченко (рос. Сергей Дмитриевич Кравченко, нар. 7 жовтня 1956, Ворошилов, Приморський край, РРФСР) — радянський футболіст та український тренер, володар Кубка СРСР (1980), майстер спорту СРСР (1982).

## Клубна кар'єра
Футболом розпочинав займатися в Донецьку у футбольній школі «Шахтаря», де його тренером був Євген Іванович Шейк. Після одного з запізнень Шеёк відрахував Кравченко з спортшколи. Кравченко продовжив займатися самостійно, граючи за різні шкільні команди. Після закінчення школи вступив до Донецького політехнічного інституту, де став виступати за студентську команду, яку тренував колишній футболіст донецького «Шахтаря», заслужений тренер УРСР Євген Шпіньов. Пізніше, ще один відомий в минулому донецький футболіст Віталій Савельєв, який тренував команду «Донецькшахтобуд», яка грала на першість області, запросив до свого колективу.
Незабаром Кравченко помітили тренери головної команди регіону — донецького «Шахтаря». Але сезон 1978 року провів в іншому «Шахтарі», горлівському й лише наступного року перейшов у донецький клуб вищої ліги, де сезон 1979 року відіграв за дублюючий склад. У 1980 році Кравченко дебютував за «Шахтар» у вищій лізі чемпіонату СРСР в домашньому поєдинку другого туру з московським «Торпедо» (2:0). Уже в наступному матчі забив перший м'яч, у гостьовому поєдинку проти ЦСКА, наприкінці першого тайму вразивши ворота Володимира Астаповського. У тому ж році «Шахтар» став володарем Кубка СРСР, обігравши у вирішальному матчі тбіліських динамівців. Взяв участь у фінальному матчі і Кравченко, змінивши наприкінці поєдинку Михайла Соколовського. Новий сезон розпочався матчем за Кубок сезону, який проходив на стадіоні «Локомотив» у Сімферополі, в якому «Шахтар» зустрічався з чемпіоном 1980 року, київським «Динамо». По ходу зустрічі гірники програвали 0:1, але в другому таймі Сергій Кравченко зрівняв рахунок. Долю трофея вирішували післяматчеві пенальті, в пробитті яких взяв участь і Кравченко, реалізувавши свій підхід. Але невдалий удар Старухіна вирішив результат поєдинку на користь киян. У вересні 1981 року, напередодні домашнього матчу проти тбіліських динамівців, легендарний форвард «Шахтаря» Віталій Старухін, який закінчив на той час ігрову кар'єру, вручив Кравченко свою футболку з дев'ятим номером. Поєдинок цей гірники виграли з рахунком 4:1, а нападник відзначився своїм першим хет-триком. У чемпіонаті Кравченко вже стабільно входив в основну обойму донецької команди, забивши за сезон 11 м'ячів.
На початку 1983 роки для Кравченка прийшов час служби в армії, на нього претендували армійські команди Києва та Москви, але в підсумку Кравченко опинився в ростовському СКА, який сезоном раніше виграв Кубок СРСР, але в чемпіонаті зіграв невдало й опустився до першої ліги. У ростовської команді грав в парі з відомим форвардом Сергієм Андрєєвим. На початку 1982 року Кравченко увійшов у розширений список кандидатів у збірну СРСР, яка готувалася до чемпіонату світу в Іспанії, але в травні отримав травму. У наступному сезоні армійці посіли друге місце в першоліговому турнірі й отримали право знову виступати в елітному дивізіоні. Але після закінчення сезону Кравченко не став продовжувати угоду з ростовчанами, повернувшись в Україну, де зіграв декілька матчів за друголіговий «Стахановець», після чого знову був зарахований в донецький «Шахтар».
Повернувшись в донецьку команду, Кравченко взяв участь у двох матчах Кубку кубків, дебютувавши в турнірі 7 березня 1984 року в гостьовому поєдинку з «Порту» (2:3), зігравши на позиції опорного півзахисника. У червні Кравченко брав участь в матчах за Кубок сезону проти «Дніпра», за підсумками яких став володарем трофея. У наступні два сезони «Шахтар» двічі виходив у фінал Кубка СРСР, але обидва рази поступався суперникам, спочатку в 1985 році київським динамівцям, а роком пізніше — «Торпедо». 11 квітня 1986 року «Шахтар» грав з київським «Динамо» в боротьбі за Суперкубок СРСР. Основний час матчу закінчився внічию 1:1, а в додатковий Кравченко вивів гірників вперед, але вже через хвилину киянин Вадим Євтушенко знову зрівняв рахунок. Післяматчеві пенальті вдаліше виконали динамівці, які стали володарями трофея. Незабаром команду очолив Олег Базилевич, який розпочав різке омолодження складу команди, і після закінчення сезону 1986 року 30-річний Кравченко залишив клуб.
Сезон 1987 року провів у горлівському «Шахтарі», звідки восени відправився в Тюмень, де грав за «Геолог». У 1988 році команда непогано виступала в першій лізі, не раз відбираючи очки у лідерів турніру. Так, у домашньому матчі проти ЦСКА Тюменці здобули перемогу 2:1, а вирішальний гол за дві хвилини до кінця зустрічі забив Кравченко. Після закінчення першості, Кравченко повернувся в Україну, де наступний сезон розпочав у складі запорізького «Металурга», а в травні перейшов у нікопольський «Колос», де грав до кінця року. У 1990-1991 роках виступав за «Кремінь» і «Прометей» (Шахтарськ). Після розпаду СРСР поїхав до Словаччини, де грав два з половиною роки. Повернувшись додому, грав в аматорських колективах «Шахтар» (Сніжне) та «Шахта Лідівка».

## Тренерська діяльність
У сезоні 1997/98 років був головним тренером виступала у другій лізі команди «Металург-2» (Донецьк). Пізніше деякий час був у штабі головного тренера донецького «Металурга» Володимира Онищенка. У 1999-2000 роках — тренер школи-інтернату донецького «Шахтаря». У 2000-2005 роках працював в російському клубі СКА (Хабаровськ) на посаді тренера-селекціонера.

## Особисте життя
Дружина Ольга, кандидат в майстри спорту з легкої атлетики (біг на 400 метрів). Старший син Андрій, майстер спорту України з автоспорту, чемпіон СНД з дрег-рейсінгу. Молодший син Сергій — футболіст, виступав за національну збірну України.

## Досягнення
- Кубок СРСР
  -  Володар (1): 1980
  -  Фіналіст (2): 1985, 1986

- Суперкубок СРСР
  -  Володар (1): 1984